# Seinäjärvi
Seinäjärvi är en sjö i Finland. Den ligger i kommunerna Virdois och Alavo i landskapen Birkaland och Södra Österbotten, i den sydvästra delen av landet, 260 km norr om huvudstaden Helsingfors. Seinäjärvi ligger 139,5 meter över havet. Den är 4,2 meter djup. Arean är 8,63 kvadratkilometer och strandlinjen är 42,71 kilometer lång. Sjön  ingår i Kyro älvs huvudavrinningsområde.   Den sträcker sig 5,6 kilometer i nord-sydlig riktning, och 3,6 kilometer i öst-västlig riktning.
Följande öar finns i Seinäjärvi:
- Varsakallio (en ö)
- Pölkkykari (en ö)
- Likokallio (en ö)
- Virstansaari (en ö)
- Vääräsaari (en ö)
- Halkosaari (en ö)
- Paattansaari (en ö)

I övrigt finns följande vid Seinäjärvi:
- Tuuraneva (en sumpmark)